# Hannah Harper
Hannah Harper (Brixham, 4 luglio 1982) è un'ex attrice pornografica britannica; il suo nome d'arte è una combinazione dei nomi di due sue amiche.

## Biografia
È nata e cresciuta a Brixham, una piccola città di pescatori nel Devon, in Inghilterra. I suoi genitori lavoravano in un campeggio. A scuola, racconta, era una vera "secchiona" e raggiunse i voti massimi in materie come teatro, media, danza e psicologia. Il suo primo lavoro fu in un negozio di fish and chips, poi fece la receptionist in un hotel, la barista e la cameriera.
Nel 2001, iniziò a posare a Londra, su suggerimento del suo ragazzo di allora. Si trasferì l'anno dopo a Los Angeles per realizzare servizi fotografici. La Harper è apparsa in qualche film porno amatoriale, il primo fu con la TM Video Productions. Il suo primo film professionale fu con Ben Dover. Ha siglato contratti esclusivi con la Legend Entertainment e la Sin City Video. Ha pure lavorato per la L.A. Direct Models assieme al suo ragazzo, Ben English, ma ha interrotto quando si lasciarono, a metà 2004.
Ha fatto diversi servizi fotografici per le riviste High Society e Club International. Inoltre, è stata Penthouse Pet of the Month, dell'aprile 2002 e ragazza copertina di Hustler nel maggio 2002.
Ha lavorato anche come regista, con cinque film tra il 2004 ed il 2006.
Nel tardo 2006 la Harper ha annunciato di aver abbandonato la Sin City e la sua intenzione di dedicarsi maggiormente al softcore per laurearsi in psicologia. Ha detto di essere stata sposata per un periodo di tempo, ma ora è divorziata.
Secondo quanto riportato dal sito IAFD, ha concluso la sua attività di attrice nel 2015.

## Filmografia
- Anal Addicts 4 (2001)
- Asses Galore 16 (2001)
- Babysitter 7 (2001)
- Ben Dover's End Games (2001)
- Big Omar's British Adventures: No Holes Barred (2001)
- Blue Angel (2001)
- Cock Smokers 35 (2001)
- Cumback Pussy 44 (2001)
- Four Finger Club 16 (2001)
- Girlfriends (2001)
- Gutter Mouths 22 (2001)
- Heist 1 (2001)
- Kelly The Coed 12: Mommy's Little Monster (2001)
- More Dirty Debutantes 195 (2001)
- Naughty College School Girls 15 (2001)
- Naughty College School Girls 18 (2001)
- North Pole 24 (2001)
- One Eyed Jack's Backdoor Raiders (2001)
- Private Performance 171: Hannah Harper (2001)
- Private Performance 174: Girlfriends 5 (2001)
- Pussyman's Decadent Divas 14 (2001)
- Sarajevo (2001)
- Service Animals 4 (2001)
- Tales From The Script 1 (2001)
- Trailer Trash Nurses 5 (2001)
- Up And Cummers 98 (2001)
- Wasteland (2001)
- Will Power (2001)
- American Nymphette 5 (2002)
- Devil Girl 2 (2002)
- Farmer's Daughters do College (2002)
- Funny Boners 1 (2002)
- Gallery of Sin 5 (2002)
- Gallery of Sin 6 (2002)
- Hannah Harper AKA Filthy Whore (2002)
- Hannah Harper Exposed (2002)
- Heist 2 (2002)
- Jerome Tanner's Vice Squad (2002)
- Love Potion 69 (2002)
- Mia Smiles AKA Filthy Whore (2002)
- Nymph Fever 7 (2002)
- Nymph Fever 8 (2002)
- On Location With Simon Wolf (2002)
- On The Set With Hannah Harper (2002)
- Pimped By An Angel 3 (2002)
- Princess Whore 1 (2002)
- Princess Whore 2 (2002)
- Private Performance 179: Liquid Gold 14 (2002)
- Pussyman's Ass Busters 3 (2002)
- Pussyman's Decadent Divas 17 (2002)
- Pussyman's Decadent Divas 19 (2002)
- Pussyman's Decadent Divas 20 (2002)
- Pussyman's Face Sitting Fanatics 2 (2002)
- Pussyman's Shaving Starlets 3 (2002)
- Pussyman's Squirt Fever 1 (2002)
- Role Models 2 (2002)
- Role Models 3 (2002)
- Sexoholics (2002)
- Sodomania: Slop Shots 11 (2002)
- Sorority Sisters, Sorority Sluts (2002)
- Teenland 3: Beauty Queen (2002)
- Teenland 4: Erotic Journey (2002)
- Trailer Trash Nurses 6 (2002)
- UK Student House 3 (2002)
- Up And Cummers 99 (2002)
- V-eight 5 (2002)
- V-eight 6 (2002)
- Whore With No Name (2002)
- Wonderland (2002)
- 18 and Ready to Fuck 2: Anal Edition (2003)
- Adult Video News Awards 2003 (2003)
- All About Ass 12 (2003)
- All Star Ass Blast (2003)
- Anal Addicts 12 (2003)
- Anal Angels (2003)
- Anally Submerged Semen Slurpers (2003)
- Angels (2003)
- Assploitations 2 (2003)
- Avy Scott AKA Filthy Whore (2003)
- Bachelor (2003)
- Calli Cox AKA Filthy Whore (2003)
- Campus Confessions 6 (2003)
- Cum Cravers (2003)
- Dangerous Lives Of Blondes (2003)
- Dear Whore 1 (2003)
- Deep Throat This 13 (2003)
- Double Stuffed Sluts (2003)
- Erotica XXX 2 (2003)
- Erotica XXX 3 (2003)
- Fidelity Inc. (2003)
- Grand Theft Anal 1 (2003)
- Holly Hollywood AKA Filthy Whore (2003)
- Hot Bods And Tail Pipe 28 (2003)
- Kill For Thrills (2003)
- La Femme Nikita Denise 2 (2003)
- Only the Best of Models (2003)
- Pussy Foot'n 7 (2003)
- Pussyman's International Butt Babes 6 (2003)
- Quality Time (2003)
- Screaming Orgasms 11 (2003)
- Search and Destroy 3 (2003)
- Sexhibition 8 (2003)
- Spread 'Em Wide 1 (2003)
- Teenland 5: Sexual Discovery (2003)
- True Power (2003)
- V-eight 8 (2003)
- Whore Hunters (2003)
- Young Sluts, Inc. 12 (2003)
- Ablaze (2004)
- Anal Delinquents 1 (2004)
- Apprentass 1 (2004)
- Assploitations 4 (2004)
- Dawn of the Debutantes 16 (2004)
- Dementia 1 (2004)
- Dementia 2 (2004)
- Devil's Playground (2004)
- Dream Teens 1 (2004)
- Flawless 2 (2004)
- Friends And Lovers (2004)
- Jenna And Friends (2004)
- Kiss Me Deadly (2004)
- Make Me Cum (2004)
- Mika Tan AKA Filthy Whore (2004)
- My Favorite Babysitters 1 (2004)
- Payback (2004)
- Pimped By An Angel 4 (2004)
- Silk Stockings (2004)
- Take That Deep Throat This 1 (2004)
- Undertow (2004)
- Anal Beauties (2005)
- Analogy 1 (2005)
- Apprentass 3 (2005)
- Blonde Factory (2005)
- Dream Teens 2 (2005)
- Dream Teens 3 (2005)
- Hottest Bitches In Porn (2005)
- Mayhem Explosions 3 (2005)
- Naughty Shorts 2 (2005)
- Sodom 1 (2005)
- Sodom 2 (2005)
- Stalker (2005)
- Boss (2006)
- Butt Sluts 2 (2006)
- Dementia 4 (2006)
- Dream Teens 5 (2006)
- Gush (2006)
- Hannah Goes To Hell (2006)
- Hookers (2006)
- Inferno (2006)
- Pink Paradise 1 (2006)
- Rock Hard: Making the Video (2006)
- Sex Therapy 2 (2006)
- Smokin' Crack 2 (2006)
- Big Wet Tits 4 (2007)
- Blow Me Sandwich 10 (2007)
- Deeper 8 (2007)
- Doll House 1 (2007)
- Go Fuck Myself 2 (2007)
- Hannah Harper Anthology (2007)
- Hannah: Erotique (2007)
- Jack's Leg Show 2 (2007)
- Love To Fuck 3 (2007)
- Mademoiselle (2007)
- Monster Meat 2 (2007)
- Pussy Treasure (2007)
- Sex Addicts 3 (2007)
- Sexual Freak 5: Hannah Harper (2007)
- Stuffed Sluts (2007)
- Sub-urban Sex (2007)
- Tainted Teens 4 (2007)
- Fantasy All Stars 9 (2008)
- Jack's POV 11 (2008)
- I Love Anal (2010)
- Nasty (2010)
- Me And My BFF Threeway (2012)
- MILF Extreme (2012)
- Peter's Game: 2 on 1 (2012)